# Ett med naturen

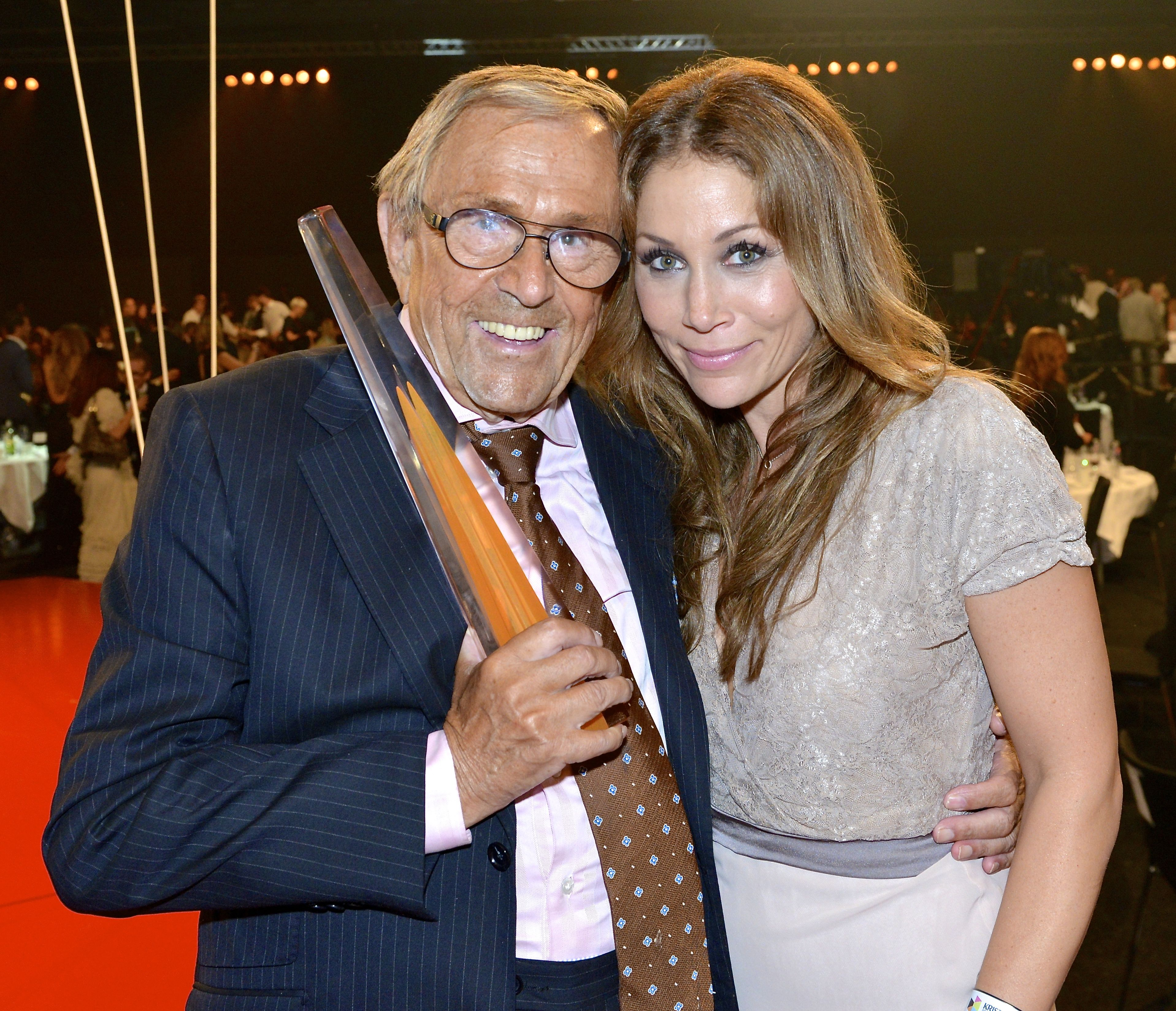
Arne Weise var programledare för serien. Här med Tilde de Paula Eby på Kristallengalan 2013

Ett med naturen var ett naturprogram som sändes i SVT under perioden 22 maj 1983 – 19 augusti 1996.
Arne Weise var programledare. Han tog med sina 13 år med Ett med naturen i någon mån över efter Nils Linnman som TV:s "naturgubbe". Linnman ledde Korsnäsgården åren 1961–1984. Dessutom har Mitt i naturen funnits, med olika programledare, sedan 1980. Ett med naturen  slogs 1996 ihop med Mitt i naturen. 
Programtiteln är tänkt att kunna tolkas på två sätt, dels uttrycket att vara "ett med", dels att programmet sändes i Kanal 1, som SVT 1 kallades på den tiden (TV 1 fram till 1987).